# ジョン・ブロードウッド・アンド・サンズ

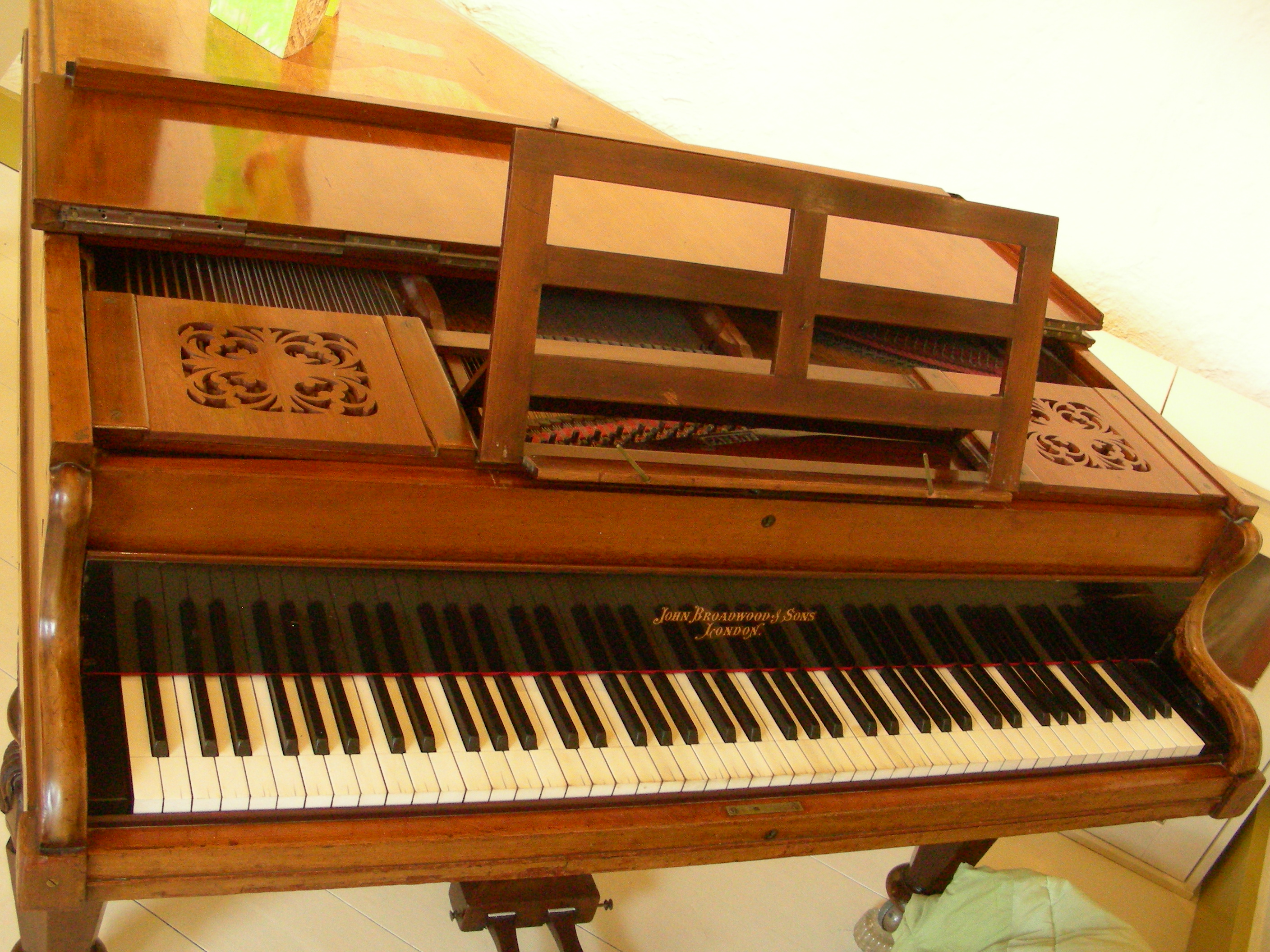
1840年頃製造のブロードウッド製ピアノ

ジョン・ブロードウッド・アンド・サンズ（John Broadwood & Sons）は、イングランドのピアノ製造会社。バーカット・シュディが1728年に創業、彼の死後1773年にジョン・ブロードウッドへと受け継がれた。

## 草創期
1761年にロンドンへと赴いたスコットランドの建具屋、家具職人ジョン・ブロードウッドは、スイスのハープシコード製作者だったバーカット・シュディの下で働き始めた。8年後にシュディの娘と結婚した彼は1770年には会社の経営に携わるようになる。ハープシコードの人気に陰りが見えるようになると会社は徐々にピアノへ注力するようになり、1793年にハープシコード製作から完全に撤退する。
ブロードウッドの息子であるジェームズ・ブロードウッドも1785年からこの会社で働いており、1795年には社名をジョン・ブロードウッド・アンド・サンズに改めて取引きを行った。3男のトーマス・ブロードウッドも1808年に経営に加わり、これ以来ジョン・ブロードウッド・アンド・サンズLtdという社名が現在まで続いている。会社が最盛期を迎えたのは1850年代のことであり、その当時は年間2500台の楽器を生産していた。

## 技術革新

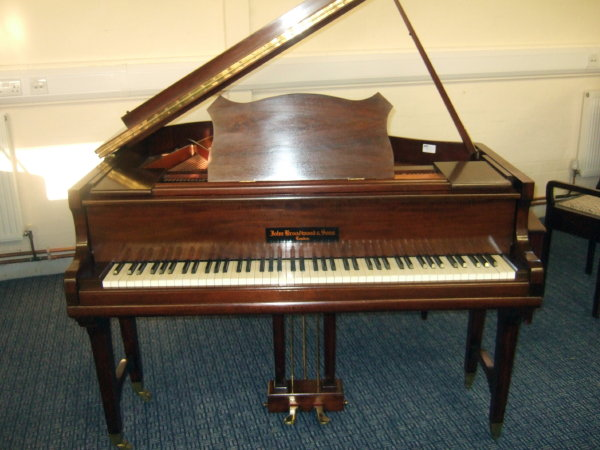
1929年製、ブロードウッドのベビーグランドピアノ

ブロードウッドがヨハネス・ツンペのモデルに倣って最初のスクエア・ピアノを制作したのは1771年のことであった。精力的に楽器の改良を進め、初期ピアノフォルテにおいてはクラヴィコードでの機構と同様に楽器側面に位置していた糸巻を1781年に奥側へ配置、鍵盤を揃え、ハンドストップをペダルに置き換えた。後のアメリカ合衆国第3代大統領となるトーマス・ジェファーソンはソーホー、グレート・パルテニー通りのブロードウッドを訪ねて楽器について議論を行っている。
1789年、ヤン・ラディスラフ・ドゥシークの助言に従ってピアノの音域を5オクターヴを超えて拡張すると、さらに1794年には6オクターヴを完全に収めるまでになった。改良された楽器は音楽家の間で人気を獲得し、フランツ・ヨーゼフ・ハイドンは1791年の初のロンドン訪問の際にブロードウッドの楽器を使用している。ルートヴィヒ・ヴァン・ベートーヴェンは1818年にブロードウッド社より6オクターヴの音域を持つピアノを贈られ、以降この世を去るまでその楽器を手元に置いていた。聴力を失った彼が楽器の音色を楽しむことは難しかったとしてもおかしくはないが、作曲された作品にはこの楽器の持つ音域が反映されていった。フレデリック・ショパンは1848年にロンドンのギルドホールで開催した生涯最後のコンサートなど、イギリス滞在中にブロードウッドの楽器に触れている。彼はブロードウッドに好感を持ちはしたものの、フランス製のプレイエルをより好んでいたようである。

## 2000年代
ブロードウッド社はピアノの製造、調律においてイギリス王室御用達となっている。2008年にピアノ製作者、技工士のアラステア・ローレンスが会社を買収した。その一家とブロードウッドとの関係は1787年にまで遡る。会社所有者の変更と並行し、新たな修理、保存工房はイングランドのケント州グードハースト・フィンチコックスに移された。

## ブロードウッド・アーカイヴ
会社の文書は現在まで遺されており、サリー歴史センターにて保管されている。